# Invasões da Britânia por Júlio César
As Invasões da Britânia por Júlio César foram duas campanhas bélicas dirigidas pelo general da República Romana Júlio César contra o sul da ilha da Grã-Bretanha, conhecida como Britania pelos romanos. Durante a Guerra das Gálias, César invadiu a ilha por duas ocasiões: em 55 e 54 a.C. A primeira invasão decorreu no verão e desconhece-se se foi planejada como uma invasão em grande escala (se fosse assim, foi um insucesso, pois Roma apenas pôde conquistar a praia de Kent e pouco mais), ou como uma missão de reconhecimento. A segunda teve mais sucesso, e César conseguiu restaurar no trono dos trinovantes o seu aliado Mandubrácio, depondo o seu rival Cassivelauno. Embora César não conseguisse conquistar territórios para a república, o sucesso da campanha radical em que Roma contou com os seus primeiros aliados na ilha e impôs os primeiros tributos entre as tribos da Britânia.

## Situação da Britânia
Britânia era conhecida durante a Antiguidade clássica como uma grande fonte de estanho. A ilha fora provavelmente explorada pelo geógrafo grego Píteas no século IV a.C. e pelo navegante cartaginês Himilcão no século V a.C., mas a sua localização, separada pelo oceano do resto do mundo conhecido, conferir-lhe-ia um alto grau de mistério. Alguns historiadores insistiam até mesmo em que a sua existência era pura falácia, e a viagem de Píteas foi desestimada como se fosse mentira.

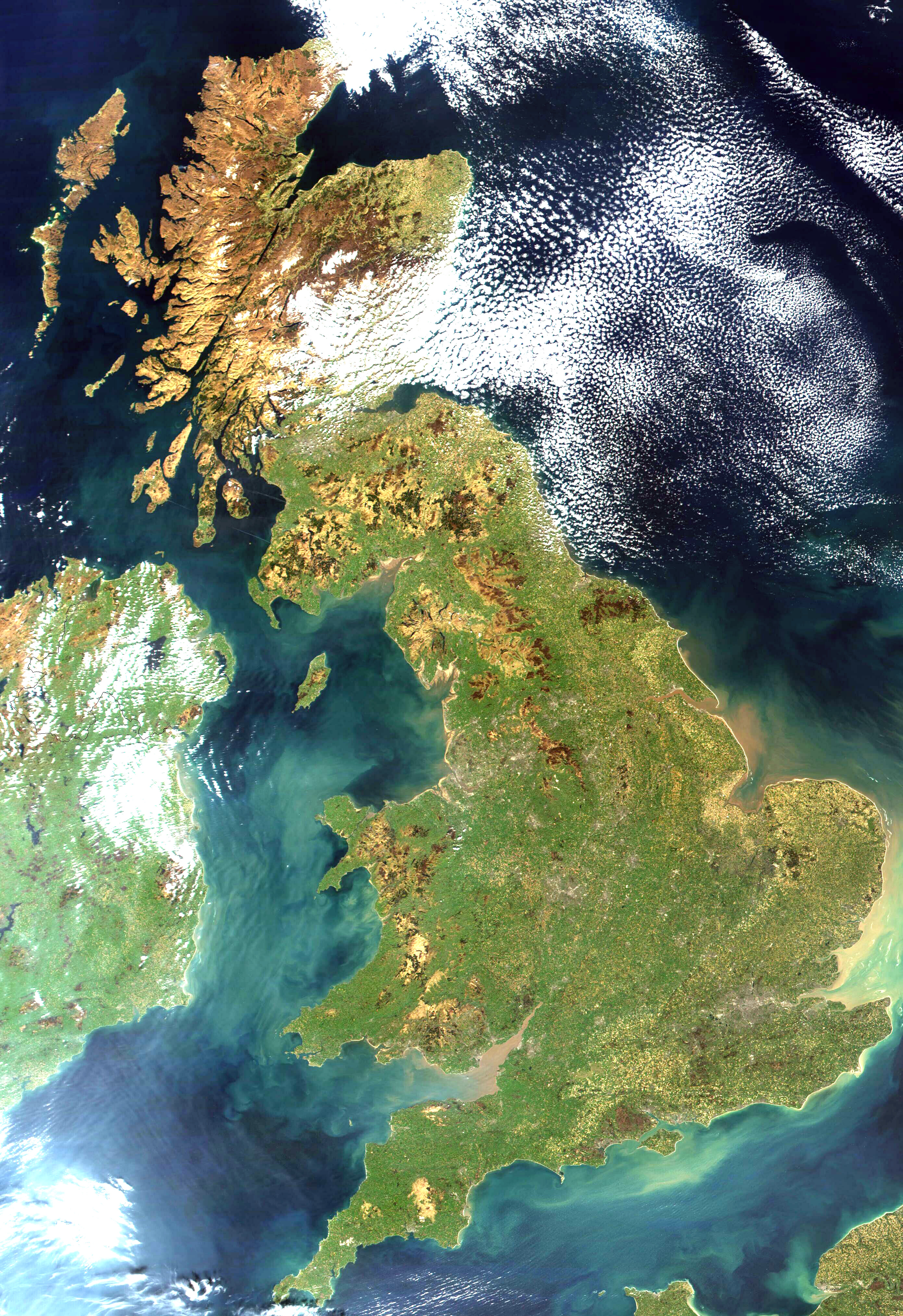
Grã-Bretanha desde o espaço.

Na época em que Júlio César foi designado governador proconsular das províncias galas e entrou em guerra contra praticamente todos os povos da região, iniciando um conflito que passaria à história com o nome da Guerra das Gálias, a Britânia vivia na Idade do Ferro no confim do mundo. As fontes antigas estimam que, nesta época, a ilha teria cerca de um milhão de habitantes. Os sítios arqueológicos mostraram uma forte divisão econômica entre as terras altas e as baixas. A sudeste das terras baixas estendiam-se grandes zonas de terras férteis, com amplas regiões cultiváveis com uma agricultura consideravelmente dinâmica. As comunicações estavam bastante desenvolvidas através de uma série de estradas que ligavam diversos pontos da geografia britana; as mais importantes eram a Via Icknield, a Via Pilgrim e a Via Jurássica, sem contar os rios navegáveis, como o Tâmisa. Nas terras altas, na região situada a norte da linha entre Gloucester e Lincoln, o relevo mais acidentado complicava as comunicações e tornava mais difícil a agricultura, pelo qual predominava o pastoreio. Nesta zona, a população habitava em recintos fortemente fortificados, em contraste com os ópidos menos protegidos do sudeste da região. As fortificações eram erigidas geralmente nas imediações dos rios navegáveis, o que indica a importância do comércio na Britânia. Os trocos comerciais com Roma incrementaram-se com a conquista romana da Gália Transalpina em 124 a.C., quando os comerciantes iniciaram o comércio do vinho italiano através da região da Armórica.
Os escritos de César dizem que os belgas do nordeste da Gália viajaram através do oceano e assentaram-se a sul das ilhas, estabelecendo colônias nas áreas costeiras e mantendo o seu poder em ambas as zonas graças à força do seu rei Divicíaco, monarca dos Suessiões. A sua cunhagem monetária  mostra um complexo padrão de assentamento belga na zona. As primeiras moedas gaulês-belgas achadas na Britânia remontam a 100 a.C. ou talvez a 150 a.C., e encontram-se principalmente na região de Câncio. As moedas encontradas posteriormente localizam-se ao longo de toda a costa sul, até o oeste de Dorset. Tudo isto pode indicar que a influência belga se concentrava a sudeste da ilha, embora devesse estender-se para oeste e para o interior, possivelmente através de caciques que impusessem o seu poderio militar aos nativos britanos.

## Primeira invasão (55 a.C.)

### Preparativos e reconhecimento

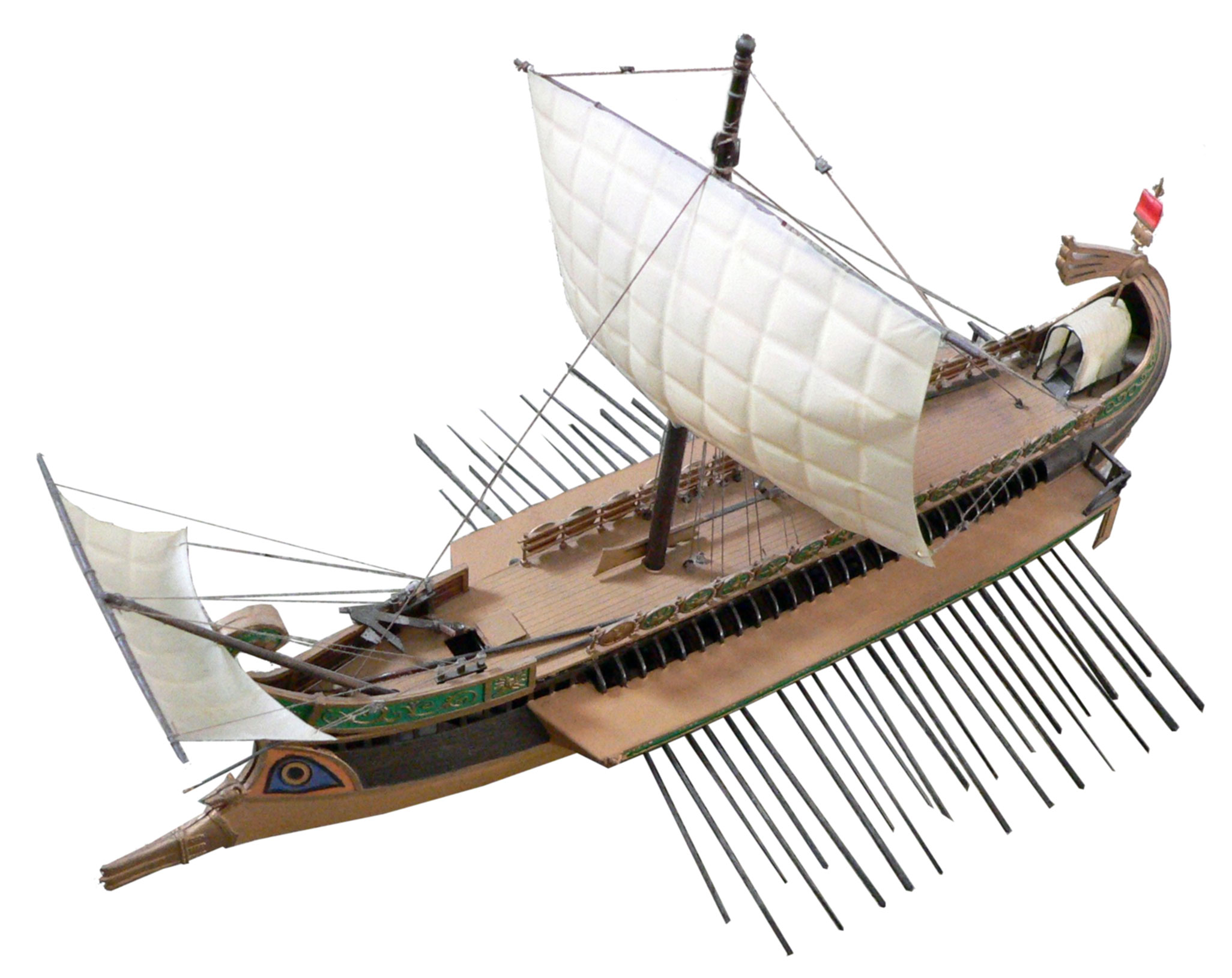
Um birreme, possivelmente usado por Júlio César para cruzar o Canal da Mancha. Este meio de transporte era totalmente inadequado para fazer face às fortes tormentas que açoitavam as águas da Britânia.

Durante o transcurso da sua campanha na Gália, Júlio César alegou que os britanos estiveram apoiando os belgas na sua campanha contra ele, pois os soldados gauleses que fugiam do campo de batalha dirigiam-se aos assentamentos gauleses na Britânia, e os vénetos da Armórica, que controlavam o comércio com a ilha, iniciaram as negociações com os seus aliados britanos para que estes acudissem ao continente a combater a Roma (56 a.C.). Segundo Estrabo, a rebelião dos vénetos de 56 a.C. visava deter o avanço de César para a ilha, o que destruiria as suas atividades comerciais.
No fim do verão de 55 a.C., apesar de ser já tarde para iniciar uma campanha, César decidiu realizar uma expedição à Britânia. O general republicano convocou os comerciantes que negociavam com a ilha, mas não pôde obter nenhuma informação útil a respeito das táticas militares dos britanos, ou dos portos nos quais poderia desembarcar, pois estes não queriam perder o seu monopólio comercial. Carente de informação, César enviou um dos seus tribunos militares, Caio Voluseno, numa missão de exploração. Voluseno explorou a região de Kent, embora não se atreveu a entrar no território desconhecido por medo aos bárbaros, "e após cinco dias voltou à Gália, onde César por fim obteve algo da ansiada informação".
Após essa preocupante ação do general romano, muitos dos povos da Britânia enviaram embaixadas aos comerciantes gauleses para que impedissem a iminente invasão, comunicando a César uma promessa de submissão. César decidiu enviá-los de volta à Britânia acompanhados polo seu aliado Cômio, o rei dos atrébates, que usou a sua influência para atrair um bom número de tribos à sua causa.
Uma frota de oitenta barcos de transporte foi reunida, suficiente para transportar duas legiões (Legio VII e Legio X), e um número desconhecido de navios de guerra. A frota reuniu-se em algum porto do território dos mórinos —provavelmente o  Ício (portus Itius, atual Bolonha-sobre-o-Mar)—. A eles uniram-se outras dezauito embarcações, procedentes talvez de Ambleteuse, para transportar a cavalaria. Os barcos que César usou puderam ser quer trirremes, quer birremes, quer um resultado da melhora dos barcos de guerra vénetos e de outras tribos costeiras. César deixou uma pequena guarnição no porto e embarcou, sem perder tempo, com a infantaria, deixando para trás a cavalaria, que recebeu a ordem de unir-se tão logo for possível. Esta decisão poderia ser um erro tático, pois a infantaria chegou à ilha sem armamento pesado, ou também um indício de que a autêntica intenção de César era explorar o território e não conquistá-lo.

### Desembarque

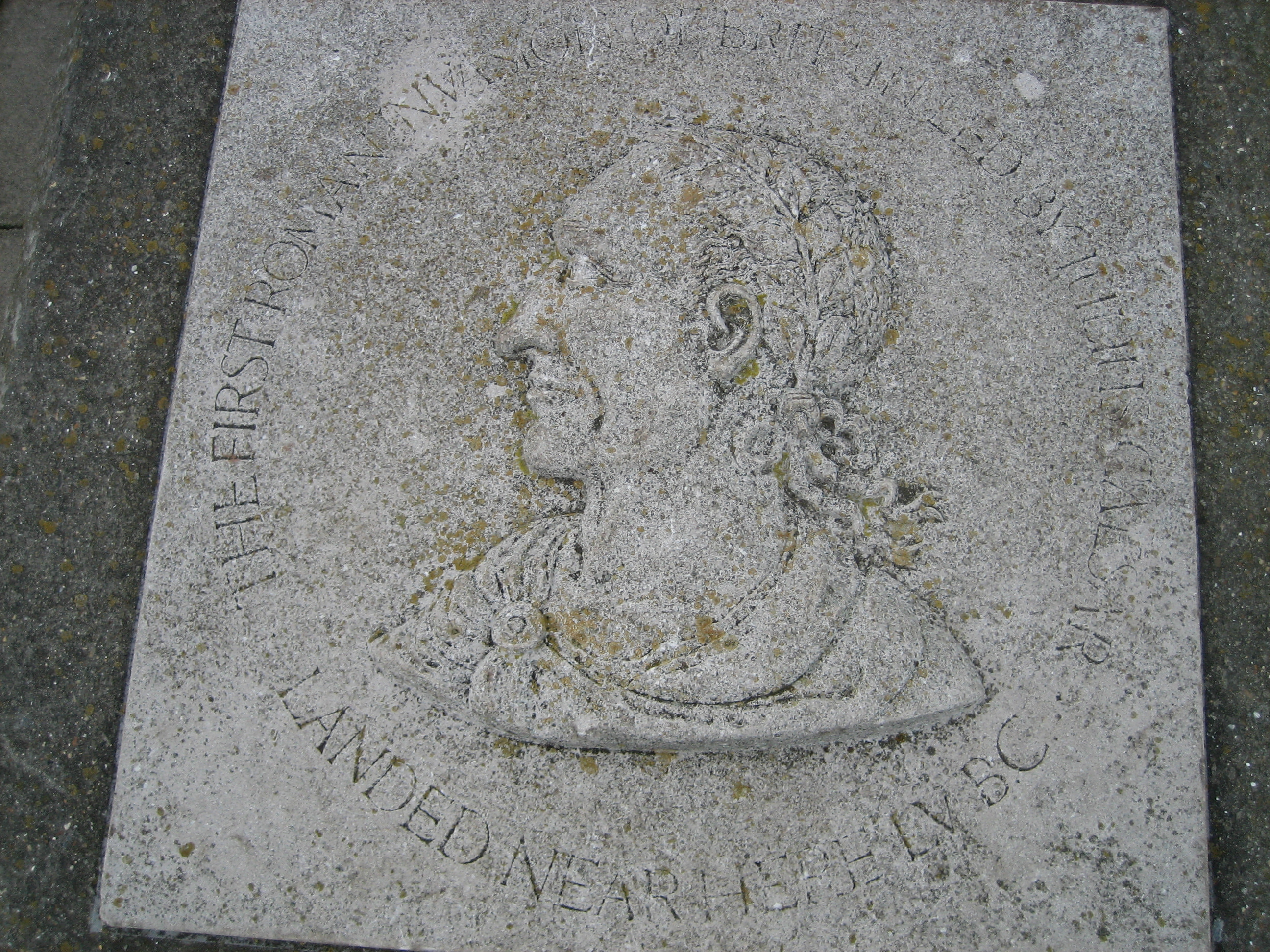
Júlio César, no memorial da invasão Britânia, em Deal, Kent.

Inicialmente, Júlio César tentou desembarcar em Dubris (Dover), cujo porto natural fora presumivelmente identificado por Voluseno como um ponto apropriado para o desembarque. Contudo, quando a armada romana avistou terra, uma força massiva de britanos ocupou por completo as colinas e falésias da praia. Isto dissuadiu os romanos de desembarcarem, pois os inimigos nas falésias podiam massacrá-los lançando os dardos que portavam. Após aguardar ancorados numa praia próxima "até a hora nona" (desde as 3 da tarde e aguardando presumivelmente a que o vento se tornasse favorável), César convocou um conselho de guerra, no qual ordenou aos seus subordinados agir por iniciativa própria. Depois, conduziu a frota cerca de sete milhas ao longo da costa para uma praia aberta. Devido à ausência de vestígios arqueológicos, desconhece-se a situação exata do ponto de desembarque, embora o lugar mais provável tenha sido a praia de Walmer.
Com toda a praia tomada pelas bigas e a cavalaria britana, o desembarque parecia impossível. Para agravar a situação, os barcos eram grandes demais para se movimentarem com facilidade, e os legionários viram-se obrigados a desembarcar em águas muito profundas, enquanto os britanos saíam de todas partes. Apesar de a princípio as tropas ficarem atemorizadas, segundo os escritos de César, o exército recuperou o moral quando o aquilífero (portador da águia da legião) da Legio X saltou à terra e começou a gritar:
| “ | Segui-me, companheiros soldados, a menos que queráis obsequiar a águia da vossa legião ao inimigo. Eu, pela minha parte, cumprirei o meu dever para o meu general e para a república. | ” |

Os britanos começaram a retroceder quando uma chuva de projéteis partiu das catapultas montadas nos barcos de guerra, que expuseram o seu flanco para facilitar o desembarque das tropas. Apesar de as forças de Júlio César conseguirem desembarcar, esse dia não foi coroado com uma vitória completa, pois os ventos adversos adiaram a cavalaria romana e impediram que perseguisse os britanos em fuga. César conseguira desembarcar em condições desfavoráveis, mas os britanos mostraram-lhe que eram capazes de oferecer uma forte resistência.

### Resistência na praia
Os romanos estabeleceram um acampamento na cabeça de praia (do qual não se acharam vestígios arqueológicos). Uma vez instalados no recinto, o exército recebeu uma embaixada do seu aliado Cômio, que fora detido por apoiar Júlio César. O general republicano decidiu iniciar as negociações com os dirigentes britanos aos quais, alegando que estavam numa posição de inferioridade, exigiu a demissão de ataques, a cessão de reféns e a dissolução do seu exército. Quando os britanos se achavam prestes a aceitar as condições de César, os barcos que transportavam a cavalaria e as provisões pelo Canal da Mancha, regressaram à Gália por causa das adversas condições meteorológicas. As tempestades açoitaram a frota de César, afundando e danando a maioria dos barcos, e pondo assim em perigo as possibilidades de volta do general. Ao perceber a complicada posição de César, e com a esperança de retê-lo na Britânia até que chegasse o Inverno, os britanos retomaram os ataques, e emboscaram uma das legiões, pondo sob assédio o acampamento. Os britanos foram recusados sem maior dificuldade, e os romanos encerraram-se no acampamento para se preparar ante os subsequentes ataques. Após vários dias, durante os quais os britanos reuniram uma importante força, atacaram o acampamento romano. Neste combate foram completamente derrotados. Durante a retirada, foram massacrados pela cavalaria que Cômio conseguira reunir entre as tribos da Britânia afins a César.

### Regresso
Após a debacle, os britanos enviaram uma nova embaixada a César, dobrando o número de reféns. Embora César desejasse prosseguir a luta, não se atreveu a permanecer mais tempo no solo britano e arriscar-se a cruzar o canal no Inverno. Após vários dias ocupados na reparação dos barcos danificados, César regressou à Gália com uma vitória de sabor agridoce. Os britanos demonstraram que eram uns oponentes muito duros e valentes. Apesar de os ter derrotado duas vezes, apenas duas tribos se sentiram ameaçadas até o ponto de lhe entregar os reféns prometidos.

### Conclusão
No geral, a campanha fora um insucesso. Caso ter sido concebida como uma invasão em grande escala, César teria fracassado estrepitosamente, pois apenas conseguira escapar; caso se planejasse como uma missão de reconhecimento, César teria fracassado, pois não pudera penetrar para além do local de desembarque. Contudo, quando o relatório de César chegou ao senado, a câmara aprovou um supplicatio (ação de graças), que durou vinte dias.
O pretexto de César para invadir a ilha foi que: "durante a guerra contra os gauleses, os britanos forneceram-lhes apoios". Embora seja possível que ocorresse esta circunstância, também o é que fosse uma simples desculpa para pesquisar os recursos minerais e o potencial econômico da Britânia. Cícero escreve que Júlio César se decepcionou muito quando descobriu que não havia ouro nem prata na ilha e Suetônio afirma que a verdadeira motivação de Júlio César para viajar para Britânia era a procura de pérolas.

## Segunda invasão (54 a.C.)

### Preparativos
Júlio César planeou uma segunda invasão entre o Inverno de 55 a.C. e o verão de 54 a.C. Cícero escreveu cartas ao seu amigo Caio Trebácio Testa e ao seu irmão Quinto Túlio Cícero, que serviam no exército de César. A Trebácio pediu-lhe que descrevesse uma biga, e a Quinto pediu-lhe que realizasse uma descrição da ilha. Trebácio não foi à Britânia, mas Quinto sim acudiu e desde a ilha escreveu-lhe cartas descrevendo a geografia do sul da ilha. Apesar da sua rivalidade, Cícero também intercambiou correspondência com César.
Determinado a não cometer os mesmos erros do ano anterior, César reuniu uma força superior à da primeira expedição (cinco legiões, em contraste com as duas empregadas na anterior invasão, e cavalaria). Os barcos que foram empregues para esta segunda invasão foram melhorados a partir da tecnologia dos barcos de guerra vénetos. Esta vez sim é conhecido com certeza que o ponto de partida foi o Porto Ício.

### Desembarque
O legatus do exército de César, Tito Labieno, ficou em Porto Ício com ordens de supervisar o fornecimento de alimentos ao exército de César. Aos navios de guerra uniram-se barcos mercantes procedentes de todo o orbe, primariamente da Gália, à procura de novas oportunidades comerciais. O mais provável é que a cifra que indica Júlio César (800 barcos) incluísse não somente os buques de guerra, mas também os buques mercantes.
César desembarcou num lugar que identificara como um ponto mais favorável que o do ano anterior. As forças britanas decidiram não se opor ao desembarque, aparentemente, segundo diz Júlio César, devido ao temor que lhes inspirava o tamanho da frota, embora também poderia ter sido uma manobra estratégica para reunir forças, ou que simplesmente César não lhes causava a mínima turbação.

### Campanha em Kent
Quando César desembarcou, deixou o seu legado Quinto Átrio encarregado da defesa da praia, enquanto ele realizava uma marcha noturna de doze milhas para o interior, onde enfrentou as forças britanas no cruzamento de um rio, provavelmente em algum lugar do rio Stour. Os britanos atacaram, mas foram rechaçados e trataram de se reagrupar num lugar fortificado nas florestas (possivelmente a fortificação de Bigbury Wood, em Kent). Derrotados novamente, terminaram dispersando-se. Como era muito tarde e César e o seu exército não estavam seguros, o general decidiu montar um acampamento.
Contudo, à manhã seguinte, quando se preparava para continuar avançando, César recebeu notícias do seu legado Átrio de que, uma vez mais, a ancoragem nos buques sofrera danos consideráveis por causa de uma tormenta. Segundo ele, perderam aproximadamente quarenta naves. Os romanos usaram esses barcos para cruzar o Canal da Mancha, e suportaram mareias e tormentas. Porém, o fato de não aguentarem indica um mau planejamento por parte de Júlio César. No entanto, é possível que César exagerasse o número de naves afundadas para magnificar o seu próprio sucesso ao salvar uma situação tão difícil. Independentemente do motivo, o general voltou de imediato à costa e chamou todas as suas legiões, com ordens de trabalharem na reparação dos barcos. Os legionários trabalharam dia e noite por dez dias na reparação dos barcos e na construção de um acampamento fortificado em redor da zona de desembarque. César enviou uma mensagem a Labieno com ordens de enviar mais barcos.
César chegou à costa em 1 de setembro, desde onde retomou a correspondência com Cícero, interrompida após a morte da sua filha, Júlia. Cícero abstivera-se de escrever a César em "respeito da sua dor".

### Marcha sobre Wheathampstead
Júlio César regressou ao cruzamento do Stour, onde encontrou uma grande força de britanos. Cassivelauno, um senhor da guerra do norte do Tâmisa que estivera anteriormente em guerra com todas as tribos britânicas, derrocara recentemente o rei dos trinovantes e mandara o filho desse ao exílio. Contudo, os britanos elegeram-no para liderar a resistência. Após várias escaramuças nas quais nenhum dos lados adquiriu vantagem, e durante as quais foi morto um tribuno romano, Quinto Labério Duro, os britanos decidiram realizar um ataque definitivo. Cassivelauno dirigiu um ataque com todas as suas forças contra três legiões veteranas da Guerra das Gálias que estavam em missão de reconhecimento sob ordens do hábil legado de César, Caio Trebônio. O resultado desta batalha foi uma esmagadora vitória romana, à qual seguiu a posterior debacle do exército britano, quando as suas forças foram perseguidas e exterminadas pelas costas pela cavalaria.
Cassivelauno deu-se conta de que não podia derrotar Júlio César numa batalha campal e decidiu dissolver a maior parte do seu exército, confiando na rapidez e mobilidade das suas 4000 bigas e no seu conhecimento do terreno. Após isso, Cassivelauno começou a usar táticas de guerrilha para desgastar o exército de César, sem arriscar a um confronto direto. Contudo, César continuou penetrando no território inimigo e alcançou o Tâmisa, onde encontrou com uma grande fortificação localizada na atual Westminster. Apesar de os britanos se oporem ao avanço de César, o romano conseguiu continuar a sua heroica marcha em território inimigo.
Vendo o avanço do general, os trinovantes, tribo que César descreve como a mais poderosa da região apesar de ter sofrido recentemente uma grande derrota nas mãos do líder da resistência britana, Cassivelauno, decidiram enviar uma embaixada a César prometendo-lhe soldados e provisões. Mandubrácio, que acompanhara a César, foi restaurado no trono dos trinovantes e a tribo forneceu ao general alimentos e reféns. Cinco tribos mais, os icenos, os segoncíacos, os ancalites, os bíbrocos e os casos, renderam-se a César e revelaram-lhe a situação do acampamento base de Cassivelauno, provavelmente localizado na colina fortificada de  Wheathampstead, ao que César pôs imediatamente sob sítio.
Cassivelauno enviou petições de ajuda aos seus aliados de Kent, Cingétorix, Carvílio, Tagimágulo e Ségovax, descritos por César como os "quatro reis dos cantiacos". O plano de Cassivelauno era que estes dirigissem um ataque combinado contra as forças de César visando expulsá-los da região. Contudo, o ataque nunca foi efetuado e Cassivelauno viu-se obrigado a negociar a sua rendição. César estava ansioso por voltar à Gália devido aos crescentes distúrbios que ali estavam surgindo e acordou negociar uma paz com Cômio como mediador. Cassivelauno, pela sua vez, cedeu reféns e comprometeu-se a não voltar a atacar a Mandubrácio ou aos trinovantes. César escreveu uma carta a Cícero em 26 de setembro, na qual relata a sua pequena campanha, embora não proporciona cifras concernentes à pilhagem e aos reféns, nem afirma que o seu exército estava prestes a regressar à Gália. Quando César empreendeu o regresso à Gália, não deixou nenhum soldado como guarnição na ilha. Desconhece-se se os tributos que impôs em nome da República foram pagos.

### Cômio e os atrébates
Cômio, o rei dos atrébates e aliado de Júlio César, mudou de bando durante a rebelião de Vercingetórix e contribuiu tropas aos gauleses. Após a vitória final de César na Batalha de Alésia, parece que Cômio decidiu fugir para a Britânia para escapar de Júlio César. O escritor Sexto Júlio Frontino descreve na sua obra Stratagemata o modo em que Cômio e os seus seguidores subiam aos barcos, perseguidos pelas forças romanas. John Creighton crê que esta anedota é uma lenda e que Cômio foi enviado à Britânia como um rei aliado em virtude da sua amizade com Marco Antônio. Cômio estabeleceu uma dinastia na região de Hampshire, da qual ficam dados graças às moedas cunhadas neste período. Verica, o rei exilado que propiciou a invasão de Cláudio de 43, pertencia à família de Cômio.

## Descobrimentos
Júlio César documentou exaustivamente os elementos de guerra britânicos (em especial as bigas), um elemento exótico e desconhecido para os leitores da sua obra De Bello Gallico. César também escreveu a respeito dos elementos geográficos, meteorológicos e etnográficos da ilha. Contudo, é provável que grande parte do qual relatou César estivesse baseado em rumores em vez de na experiência direta, pois não penetrou o suficiente no interior da Britânia para formar uma ideia global da ilha. A maioria dos historiadores que empregaram como fonte os escritos de Júlio César são precavidos e não os usam mais que para descrever as tribos com as que teve contato direto.

### Geografia e meteorologia
As descoberta de primeira mão que realizou César limitavam-se à região do Leste de Kent e do vale do Tâmisa. Porém, o general foi capaz de proporcionar uma descrição da geografia e meteorologia da ilha. Embora os dados proporcionados por César não sejam totalmente exatos, provavelmente porque estejam baseados nos escritos de Píteas, oferecem em linhas gerais uma visão acertada da geografia e meteorologia do sul da Britânia:
| “ | O clima é mais moderado que na Gália e as tormentas são menos fortes. | ” |

| “ | A ilha é triangular, e um dos seus lados cai frente à Gália. Um ângulo deste lado, onde está Kent, que é onde arribam quase todas as naves que vêm da Gália, olha para Oriente; o inferior para o meio-dia. Este lado tem uma extensão de perto de quinhentos mil passos. O segundo lado olha para a Hispânia e para o Ocidente; a esta parte fica Irlanda, a metade menor, segundo se crê, do que a Britânia, mas a igual distância desta que a Britânia da Gália. No meio deste trecho está a ilha chamada Man; além disso, diz-se que há ali muitas outras ilhas menores, próximas entre si, das quais escreveram alguns que no solstício de Inverno se encontravam em perpétua noite durante trinta dias. Nós, com as nossas perguntas nada pudemos averiguar disto, senão pelos relógios de água observamos que as noites eram aqui mais breves que no continente. O comprimento deste lado, segundo opinião dos seus habitantes, é de setecentas milhas. O terceiro cai para norte; frente desta parte não se encontra terra alguma, mas o ângulo deste lado olha mais bem para a Germânia. Este acredita-se ter um comprimento de oitocentos mil passos. Assim, pois, a ilha mede em todo o seu contorno duas mil milhas. | ” |

Antes da chegada de César à ilha, não havia informação a respeito dos portos naturais ou outros lugares de desembarque. Os seus descobrimentos implicaram um benefício comercial e militar para Roma. A viagem de reconhecimento que realizou Voluseno permitiu identificar o porto natural de Dubris (Dover), embora a César impediu desembarcar ali e foi obrigado a desembarcar numa praia aberta, assim como fez ao ano seguinte, talvez porque Dover era demais pequeno para albergar a grande força que César trazia consigo. Os grandes portos naturais situados costa em cima, como o de Rutupiae (Richborough), que foram usados por Cláudio durante a sua invasão à ilha 100 anos mais tarde, não foram empregues nesta ocasião. Júlio César pode que tivesse conhecimento a respeito da sua existência, mas pôde optar por não fazer uso deles, devido ao seu tamanho nesse momento (o conhecimento atual da geomorfologia do Canal de Wantsum nessa época é muito limitado).
Quando Cláudio iniciou os preparativos para a invasão da Britânia, o conhecimento da ilha melhorara muito graças a um século de diplomacia, comércio e quatro tentativas frustradas de invasão. Contudo, é provável que Cláudio empregasse a informação recolhida por Júlio César durante as invasões.

### Etnografia
Júlio César descreve os nativos britanos como os típicos bárbaros, cujos hábitos sociais mais importantes eram a poligamia e outros exóticos ritos. Em muitos aspectos pareciam-se aos gauleses, mas apresentava-os valentes, para justificar que o general que os subjugara atingisse glória imperecedoira:
| “ | A parte interior da Britânia é habitada por homens que, segundo eles mesmos dizem que é tradição, são originários da ilha, enquanto a parte marítima o está pelos quais passaram da Bélgica para guerrear e fazer pilhagem (todos os quais conservam quase sem modificação alguma o nome dos povos de que vieram) e, após fazer a guerra, ficaram ali e dedicaram-se à agricultura. A população é enormemente crescida e muitíssimos os casarios, muito semelhantes aos dos gauleses... Não consideram lícito comer lebre nem galinha nem ganso; porém, criam estes animais por gosto e prazer. | ” |

| “ | De todos os seus habitantes, os mais civilizados os de Kent, região marítima toda ela, e não discrepam muito dos costumes galos. Os de terra adentro não cultivam, pelo comum, o trigo, senão se alimentam de leite e de carne e andam vestidos de peles. Quanto ao demais, todos os britanos besuntam-se com glasto, que produz uma cor verde obscura, o qual os torna mais espantosos em combate; levam o cabelo longo e todo o corpo pelado exceto a cabeça e o bigote. Dez ou doze homens têm em comum as mulheres, sobretudo irmãos com irmãos e pais com filhos; mas os que nascem delas são considerados filhos do que primeiro teve acesso a cada donzela. | ” |

### Bélica
Além da infantaria e da cavalaria, os britanos empregavam carros de guerra, um elemento militar desconhecido para os romanos. Júlio César descreve-os assim:
| “ | "O modo de lutar dos carros é este. Primeiro avançam por toda a parte atirando dardos, e com o mesmo terror que infundem aos seus cavalos e com o estrépito das rodas costumam desordenar as filas, e, uma vez que se introduzem entre os esquadrões dos ginetes, saltam dos carros e combatem a pé. Enquanto isso, os aurigas vão retirando-se pouco a pouco da batalha e situam os carros de tal modo que, se aqueles se vêm instados pela multitude dos inimigos, têm livre a retirada para os seus. Deste modo unem na batalha a rapidez dos ginetes com a firmeza dos infantes, e é tal a destreza que lhes dá o contínuo exercício que, ainda nas paragens com pendentes escabrosas, fazem parar os cavalos lançados ao galope, refreiam-nos em seguida e fazem-lhes virar, estando eles afeitos a correr pelo timão, a manter-se em pé sobre o jugo e a voltar dali depressa aos carros. | ” |

### Tecnologia
Durante a Guerra Civil contra Cneu Pompeu Magno, César usou os barcos que tinha visto usar aos britanos, similares ao coracle galês. César descreve-os assim:
| “ | A quilha e o esqueleto eram de madeira leve; o resto do casco, de vime trançado, era coberto com peles. | ” |

### Religião
Júlio César tratou brevemente a religião dos britanos. Deles diz:
| “ | Os primeiros (os druidas) atendem ao culto divino, oficiam nos sacrifícios públicos e privados, interpretam os mistérios da religião: a eles acode um grande número de adolescentes para se instruir. | ” |

### Economia
César pesquisou também a economia das tribos da Britânia. Os seus dados, no entanto, apenas podem ser aplicados às tribos do sul da ilha:
| “ | Há também grandes rebanhos de gado. Usam como moeda quer o cobre quer moedas de ouro quer dados sobre ferro de peso determinado. Cria-se ali estanho nas comarcas interiores; nas marítimas, ferro, embora seja pouca a sua abundância; o cobre que usam é trazido de fora. | ” |

Esta referência às comarcas interiores deve ser inexata, pois a extração pré-romana do estanho dava-se na zona do sudoeste, em Cornualha e Devon, (segundo relatam Píteas e outros comerciantes). Contudo, Júlio César somente chegou até Essex, embora seja provável que os seus conhecimentos se basearam nos relatórios comerciais que recebia.

## Influência de César na Britânia
César não conquistou nenhuma região da Britânia. Porém, a entronização de Mandubrácio implicou o estabelecimento de reis-cliente na ilha. Assim, a Britânia ficou dentro da zona de influência de Roma e, durante mais de um século, houve relações diplomáticas e comerciais. O território britano ficou aberto para uma possível conquista, que finalmente foi levada a cabo por Cláudio em 43. Em palavras do historiador romano Cornélio Tácito:
| “ | ... de fato, o deificado Júlio César foi o primeiro romano que penetrou na Britânia à frente dum exército: estabeleceu relações com os nativos após derrotá-los na batalha e tornou-se dono da costa e pode ser considerado que ele no-la indicou mas não no-la entregou. | ” |